# Joseph Armathé Amougou
Pour les articles homonymes, voir Amougou.
Joseph Armathé Amougou  est un climatologue, enseignant, chercheur et écrivain camerounais. Il est Directeur général de l'Observatoire national des changements climatiques.

## Biographie

### Carrière
Joseph Armathé Amougou  enseigne à l'Université de Yaoundé I, au département de géographie. Le Décret N°2015/513 du 16 novembre 2015 portant nomination du Directeur Général et du Directeur Général adjoint de l’Observatoire national sur les changements climatiques en abrégé ONACC le met à la tête de la structure,,,.

## Ouvrages
- Perturbations climatiques et pratiques agricoles dans les zones agroécologiques du Cameroun : changements socio-économiques et problématique d'adaptation aux bouleversements climatiques, Connaissances Et Savoirs, 28 juillet 2017 (EAN 9782753905009)
- Droit et politique de l'environnement au Cameroun : afin de faire de l'Afrique l'arbre de vie, Yaoundé : Konrad Adenaeur Stiftung, 2018 (ISBN 978-2-84849-250-6)